# Mesotaulius jurassicus
Mesotaulius jurassicus is een fossiele soort schietmot uit de familie Helicopsychidae.